# 팔탄초등학교
팔탄초등학교는 대한민국 경기도 화성시 팔탄면 구장리에 있는 공립 초등학교이다.

## 학교 연혁
- 1921년 10월 25일 설립인가
- 1922년 4월 4일 수원군 팔탄공립보통학교 개교
- 1927년 3월 18일 제1회 졸업식 거행
- 1938년 4월 1일 팔탄공립심상소학교로 개칭
- 1941년 4월 1일 팔탄공립국민학교로 개칭
- 1945년 9월 24일 재개교
- 1950년 6월 1일 교명 변경(팔탄국민학교)
- 1953년 4월 17일 월문국민학교(월문분교장) 분리
- 1969년 3월 1일 대방국민학교(노하분교장) 분리
- 1981년 3월 10일 병설유치원 개원
- 1995년 3월 1일 대방분교장 본교 편입
- 1996년 3월 1일 팔탄초등학교로 명칭 변경
- 2013년 9월 1일 제21대 오이수 교장 취임
- 2017년 3월 1일 본교 6학급, 분교 5학급, 유치원 본교1학급, 분교 1학급 편성